# Dionisio de Coriso
Dionisio de Coriso (en griego: Άγιος Διονύσιος), fue un monje ortodoxo griego del siglo XIV, fundador del monasterio de Dionisio en el Monte Athos.

## Biografía
Nació en 1,316 en el pueblo de Coriso, entonces bajo el dominio del Estado bizantino de Tesalia de Juan II Ducas, en el seno de una familia de clase media. Su hermano mayor, Teodosio, se convirtió en monje en Constantinopla y luego se convirtió en abad del monasterio de Filoteo, que entonces estaba habitada por monjes búlgaros. Durante su abadía, su hermano Dionisio también se instaló en el monasterio en 1335. En 1346, Dionisio fue ordenado diácono y más tarde en el mismo año, hieromonje. En 1347, se retiró como asceta en una cueva cerca del Monte Athos. Gradualmente, alrededor de 1350, otros ascetas se reunieron a su alrededor y así se creó la celda «Viejo Precursor». Dionisio a menudo pasaba la noche en la orilla, donde varias veces recibía la visión de una antorcha encendida. Dionisio le cuenta su visión a su amigo Domecio de Atenas, quien interpretó el sueño como un mensaje de que debía construir un monasterio. En 1370 se construyó una torre en la costa para protegerse de los piratas.
Después de enterarse de que su hermano Teodosio se había convertido en el metropolitano de Trebisonda, en 1374 Dionisio acudió a él para que a través de este pudiera pedir dinero al emperador Alejo III de Trebisonda para completar el monasterio, lo cual hizo. Así fue como se creó el actual monasterio de Dionisio.
Dionisio murió en 1388 en Trebisonda, durante la tercera visita de su hermano. Fue enterrado solemnemente y los monjes que lo acompañaban regresaron con grandes donaciones.
La festividad de Dionisio se celebra el 25 de junio.